# جد شومان
جد شومان (عربی: جارد ثروت يحيى شومان؛ زادهٔ ۱۹ مارس ۱۹۹۳) بازیکن فوتبال است.
وی همچنین در تیم‌های ملی فوتبال Lebanon national under-20 football team، زیر ۲۳ سال لبنان، زیر ۲۳ سال لبنان، و لبنان بازی کرده‌است.